# Campo de la Verdad (Zamora)
El campo de la verdad es una zona en la ciudad española de Zamora que fue el escenario en el que tuvo lugar el conocido como "cerco de Zamora" en el año 1072, tras la muerte del rey Sancho II de Castilla.

## Historia
Tras la muerte del rey Fernando I de León (1065), había dividido el reino entre sus hijos; a Sancho, el Reino de Castilla, a Alfonso, el Reino de León; a García, el Reino de Galicia, a Elvira, la ciudad de Toro y a Urraca, la ciudad de Zamora.
Tras la muerte de su madre, Sancha de León (1067), Sancho consideraba que tenía derecho de primogenitura, por lo cual conquistó el Reino de Galicia en 1071 y el Reino de León en 1072.
Arias Gonzalo. Un cuarto personaje relacionado con el Cerco es el zamorano Conde Arias Gonzalo. En su casa, situada enfrente de la Catedral, y que aún se conserva, se crio el propio Rodrigo Díaz de Vivar. Fue además preceptor de Urraca de Zamora y albacea del padre de ésta, el rey Fernando I de León. Tras la muerte de Sancho II de Castilla durante el cerco, a las puertas de Zamora, de la que el propio Arias Gonzalo era entonces gobernador; y el reto del capitán Diego Ordóñez a la ciudad, el ya anciano Arias será el primero en defender la honra de Zamora. Al no permitirle luchar Urraca, envió uno tras otro a sus cuatro hijos en duelo, todos los cuales murieron en combate frente a Ordóñez en el Campo de la Verdad, pero con su sacrificio consiguieron salvar el honor de la ciudad. Zamora honra su memoria con una plaza y un Colegio Público a él dedicados.